# David Brenner (monteur)
Ne doit pas être confondu avec David Brenner (acteur).
Pour les articles homonymes, voir Brenner.
David Brenner, né le 3 novembre 1962 à Hollywood et mort le 17 février 2022 à West Hollywood en Californie est un monteur américain connu pour avoir été l'un des directeurs du groupe hot shot d'Oliver Stone (avec Joe Hutshing, Pietro Scalia et Julie Monroe).
Il est principalement connu pour avoir été le monteur sur les films Né un 4 juillet du réalisateur Oliver Stone, Batman V Superman : L'Aube de la justice et Zack Snyder's Justice League de Zack Snyder ainsi que le second opus de la franchise Avatar de James Cameron.
Pendant sa carrière, il a aussi collaboré avec d'autres réalisateurs comme James Mangold et Rob Marshall.
Brenner a été élu membre de l'American Cinema Editors. il meurt à l'âge de 59 ans dans sa résidence de West Hollywood.

## Filmographie partielle
- 1988 : Conversations nocturnes (Talk Radio) d'Oliver Stone
- 1989 : Né un 4 juillet (Born on the Fourth of July) d'Oliver Stone
- 1991 : The Doors d'Oliver Stone
- 1992 : La Loi de la nuit (Night and the City) d'Irwin Winkler
- 1993 : Entre ciel et terre (Heaven & Earth) d'Oliver Stone
- 1994 : La Rivière sauvage (The River Wild) de Curtis Hanson
- 1996 : Fear de James Foley
- 1996 : Independence Day de Roland Emmerich
- 1997 : Lolita d'Adrian Lyne
- 1998 : Au-delà de nos rêves (What Dreams May Come) de Vincent Ward
- 2000 : The Patriot de Roland Emmerich
- 2001 : Kate et Léopold de James Mangold
- 2003 : Identity de James Mangold
- 2004 : Le Jour d'après (The Day After Tomorrow) de Roland Emmerich
- 2006 : World Trade Center d'Oliver Stone
- 2008 : Wanted : Choisis ton destin de Timur Bekmambetov
- 2009 : 2012 de Roland Emmerich
- 2010 : Wall Street : L'argent ne dort jamais d'Oliver Stone
- 2011 : Pirates des Caraïbes : La Fontaine de jouvence de Rob Marshall
- 2013 : Man of Steel de Zack Snyder
- 2014 : 300 : La Naissance d'un empire (300: Rise of an Empire) de Noam Murro
- 2016 : Batman v Superman : L'Aube de la justice de Zack Snyder
- 2017 : Justice League de Zack Snyder
- 2021 : Zack Snyder's Justice League de Zack Snyder
- 2022 : Avatar : La Voie de l'eau de James Cameron

## Distinctions
- 1990 : Oscar du meilleur montage pour le montage de Né un 4 juillet (avec Joe Hutshing)